# Cho Tae-yul
Cho Tae-yul (koreanisch: 조태열; * 10. November 1955) ist ein ehemaliger südkoreanischer Diplomat, jetziger Politiker und  41. Außenminister seines  Landes.

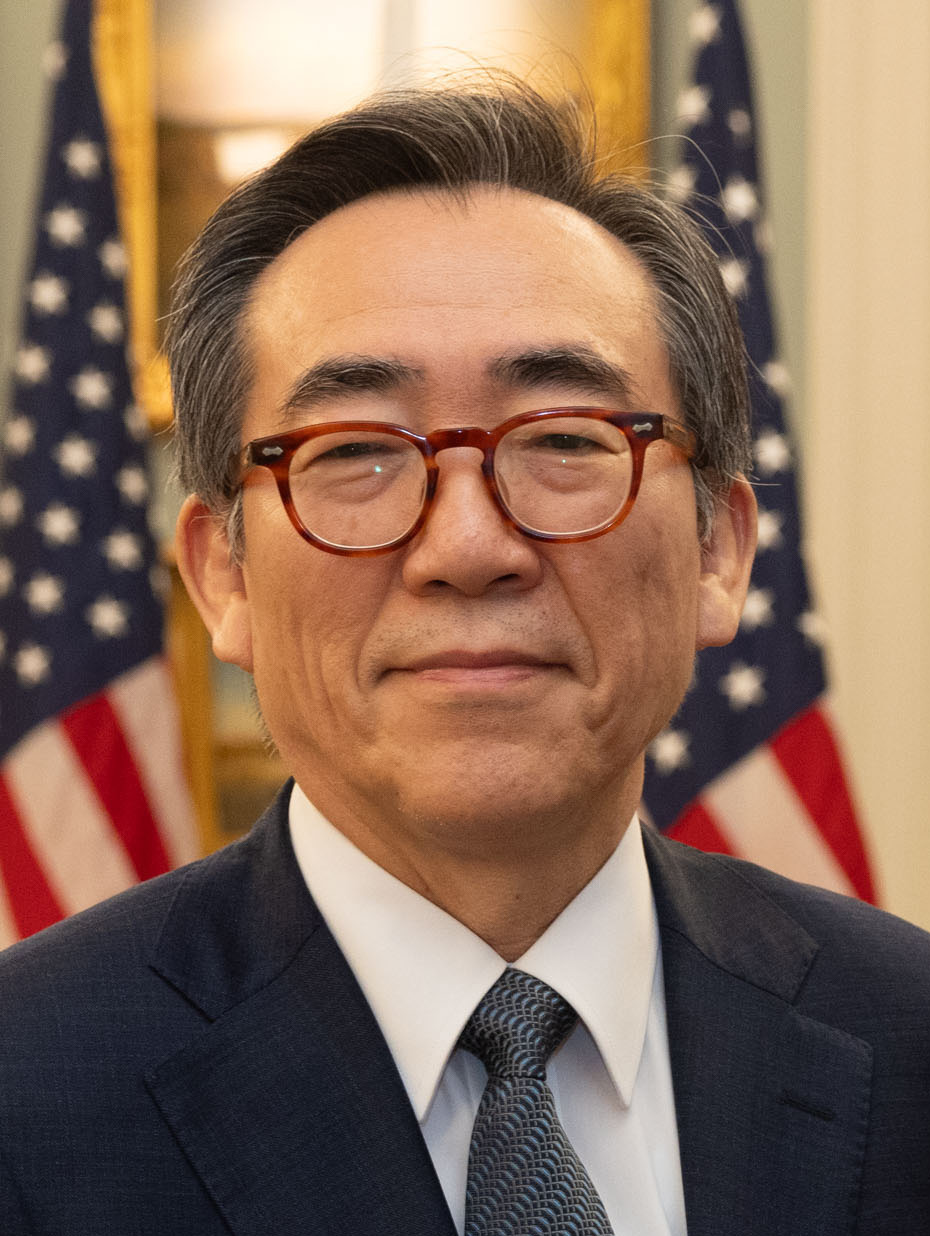
Cho Tae-yul als Außenminister Südkoreas

## Ausbildung
Im Februar 1979 schloss Cho einen LL.B. an der Seoul National University in Seoul, Korea, ab, welche als angesehenste Universität betrachtet wird. Später, im Juni 1983, hat er das Foreign Service Programme an der University of Oxford im Vereinigten Königreich erfolgreich absolviert.

## Karriere
Cho war Botschafter Südkoreas bei den Vereinten Nationen (2016–2019) und zweiter Vizeaußenminister (2013–2016) während der Regierung von Park Geun Hye. Außerdem fungierte er als Vorsitzender des Streitschlichtungsausschusses der Welthandelsorganisation und als Vorsitzender des Beschaffungsausschusses der Regierung in Genf.
Am 19. Dezember 2023 ernannte Präsident Yoon Suk Yeol Cho Tae-yul als Kandidaten für das Amt des Außenministers, um den ehemaligen Minister Park Jin zu ersetzen.

## Auszeichnungen
Im Februar 2008 wurde Cho der Orden für Verdienste im Dienste (mit roten Streifen) verliehen. Im März 2012 erhielt er das Großkreuz des Ordens für Zivilverdienste vom Königreich Spanien. Und im Juni 2020 wurde ihm der Orden für Verdienste im Dienste (mit gelben Streifen) verliehen. Diese Auszeichnungen sind eine Anerkennung seiner langjährigen Dienste und meines Engagements auf internationaler Ebene.